# Umberto Tozzi
Umberto Tozzi (Torino, 1952. március 4. –) olasz rock- és popénekes, zeneszerző.

## Élete
1952-ben született Torinóban, családja harmadik fiúgyermekeként. Idősebbik bátyja Franco Tozzi volt, akivel sokszor együtt szerepelt. 16 évesen az Off Sound nevű együttes tagja lett, amely főleg Torinó és környékén játszott. Első jelentős sikerét 1977-ben érte a Ti amo című dalával, amellyel az azévi Festivalbart is megnyerte. A dal Európa több országában a slágerlista első helyeire, Ausztráliában a 25. helyre jutott fel. 1978-ban kiadta Tu című albumát, az albumon szerepel a Gloria című dal, amely nagy sikert aratott, 1982-ben feldolgozta Laura Branigan amerikai énekesnő, aki angolul énekelte a dalt. Az 1987-es Eurovíziós Dalfesztiválon harmadik helyen végzett a Gente di Mare című dallal.

## Albumok
- Donna amante mia (1976)
- È nell’aria … ti amo (1977)
- Tu (1978)
- Gloria (1979)
- Tozzi (1980)
- In concerto (1980 – Live)
- Notte rosa (1981)
- Eva (1982)
- Hurrah (1984)
- Minuti di un’eternità (1987 – Greatest hits)
- Invisibile (1987)
- The Royal Albert Hall (1988 – Live)
- Gli altri siamo noi (1991)
- Le mie canzoni (1991 – Greatest hits)
- Equivocando (1994)
- Il grido (1996)
- Aria e cielo (1997)
- Bagaglio a mano (1999 – Greatest hits)
- Un’altra vita (2000)
- The best of (2002 – Greatest hits)
- Le parole (2005)
- Heterogene (2006)
- Tozzi Masini (2006)